# Hodkovský potok
Hodkovský potok je pravostranný přítok Ostrovského potoka v okrese Kutná Hora ve Středočeském kraji. Délka jeho toku činí 13,0 km. Plocha povodí měří 34,6 km².

## Průběh toku
Potok pramení východně od Zbraslavic v Radvančickém lese v nadmořské výšce 495 m. Nejprve teče zhruba dva kilometry severozápadním směrem. Pak obloukem obtéká Zbraslavice, od nichž dále směřuje převážně jižním směrem až ke svému ústí do Ostrovského potoka, které se nachází asi 3 km severovýchodně od Zruče nad Sázavou, u železniční zastávky Želivec v nadmořské výšce 350 m..

### Větší přítoky
Jako významný lze uvést pravostranný přítok, který se nazývá Skalice. Do Hodkovského potoka se vlévá zhruba 1 km jihozápadně od Zbraslavic.

### Rybníky na Hodkovském potoku
Vzhledem k délce potoka na něm leží poměrně velké množství rybníků.
- Hned u pramene Hodkovského potoka (asi kilometr severovýchodně od Radvančic) se těsně za sebou rozkládají tři malé rybníky: Ludvičin rybník, Olšový rybník a Široký rybník.
- Asi 1,2 kilometru severovýchodně od centra Zbraslavic se nachází Starý rybník, druhý největší na Hodkovském potoku: rozloha 7,1 hektarů, celkový objem 80 tis. m³, retenční objem 40 tis. m³.[3]
- Jen asi 350 metrů níže po proudu potoka (na severním okraji Zbraslavic, nedaleko židovského hřbitova) se rozkládá menší Spálený rybník: rozloha 1,4 hektaru.[3]
- Asi 0,6 km severozápadně od centra Zbraslavic leží Nový rybník: rozloha 2,4 hektaru.[3]
- Asi 0,8 kilometru jižně až jihovýchodně vzdušnou čarou od centra obce Hodkov se nachází největší Panský rybník: rozloha 7,6 ha, celkový objem 100 tis. m³, retenční objem 40 tis. m³.[3]

## Vodní režim
Průměrný průtok u ústí činí 0,21 m³/s.

## Využití
Údolím potoka je vedena železniční trať č. 235 Kutná Hora – Zruč nad Sázavou.

## Příroda
V čistých vodách Hodkovského potoka se vyskytuje kriticky ohrožená mihule potoční.